# Stade La Martinica
Le stade La Martinica est un stade de football situé à León (Mexique).